# Agallissini
Agallissini, tribus kornjaša (coleoptera), dio potporodice Cerambycinae.
Raširen je po Sjevertnoj i Srednjoj Americi. Postoji više rodova.

## Rodovi
1. Agallissus Dalman, 1823
2. Osmopleura Linsley, 1963
3. Zagymnus LeConte, 1873

## Vanjske poveznice
|  | Zajednički poslužitelj ima još gradiva o temi Agallissini |
|  | Wikivrste imaju podatke o taksonu Agallissini             |